# Chayan Khoï
Chayan Khoï né en 1963 à Téhéran est un photographe, peintre, vidéaste iranien, figure proue de l'art numérique. Il vit et travaille à Paris.

## Biographie
Chayan Khoï traite ses photos en assemblages photographiques qu'il nomme « cyberéalisme », terme qu'il a dérivé de cybernétique et de réalisme, car ses œuvres numériques restent figuratives mettant en scène dans une même image les merveilles de la nature et du patrimoine mondial.
Ce créateur d'image de la nouvelle ère voyage partout dans le monde en le photographiant. Sans cesse à la recherche de la beauté. Il assemble ses photographies pour créer des mondes à part composés entre autres de paysages étranges et de divers symboles universels.
Précurseur dans le domaine de la création numérique, il s'est tourné progressivement, au tournant du XXIe siècle, vers des techniques plus artisanales et traditionnelles. Il emploie notamment des encres céramiques pour réaliser des créations uniques. Il a collaboré avec de nombreux autres techniciens et artistes de divers secteurs et domaines, créé des produits dérivés.[Interprétation personnelle ?],
L'enseignement que Chayan Khoi a tiré de ses études d’architecture et de design Industriel, est que tout réside dans la créativité et pour la développer il n'a pas hésité à voyager dans de nombreux pays. L'artiste sélectionne divers éléments de son voyage (dessins, photographies, objets, sable...) pour les regrouper dans des carnets de voyage entièrement confectionnés sur place.
Ses carnets de voyage sont transposés en DVD. En tant que créateur numérique, Création numérique (no 31, nov. 1997), puis Création numérique/Pixel (nº 121, fév. 2006) lui ont consacré des portraits, en tant qu'artiste, il a fait très tôt l'objet de maints articles sur divers supports ou médias. Au nombre de ses collaborations figurent divers projets avec le Cirque du Soleil.
En 2008, Chayan Khoï fut l'un des membres du jury du 33e prix Kodak de la critique photographique.
En 2009, il expose Rêve de Jérusalem à la maison de vente Artcurial et en mai 2009, Rêves de Jérusalem, organisé par le comité Beaux-arts à la maison des ventes Pierre Bergé à Bruxelles.
En avril 2012, il expose plusieurs de ses carnets de voyages et tableaux au Grand Palais pour la foire d'art contemporain Lille Art Fair.
Il a eu des expositions personnelles, notamment au centre d’art contemporain de Saumur et au musée de Marrakech ou encore à la fameuse Église de la Madeleine (2021) à Paris. Chayan Khoï expose également au musée de l'Annonciade de Saint-Tropez (2021),.

## Publications
Chayan Khoï est l'auteur de nombreux ouvrages photographiques : 
- Lost Worlds (2002)[13]
- La Sainte Russie (2015)[14]
- Happy Calypse (2018)
- Le Jugement Dernier